# 西部內陸海道

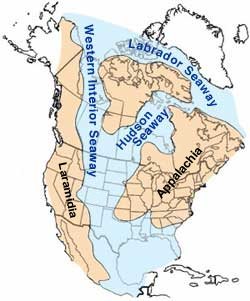
中白堊紀時期的西部內陸海道與北美洲，約一億年前

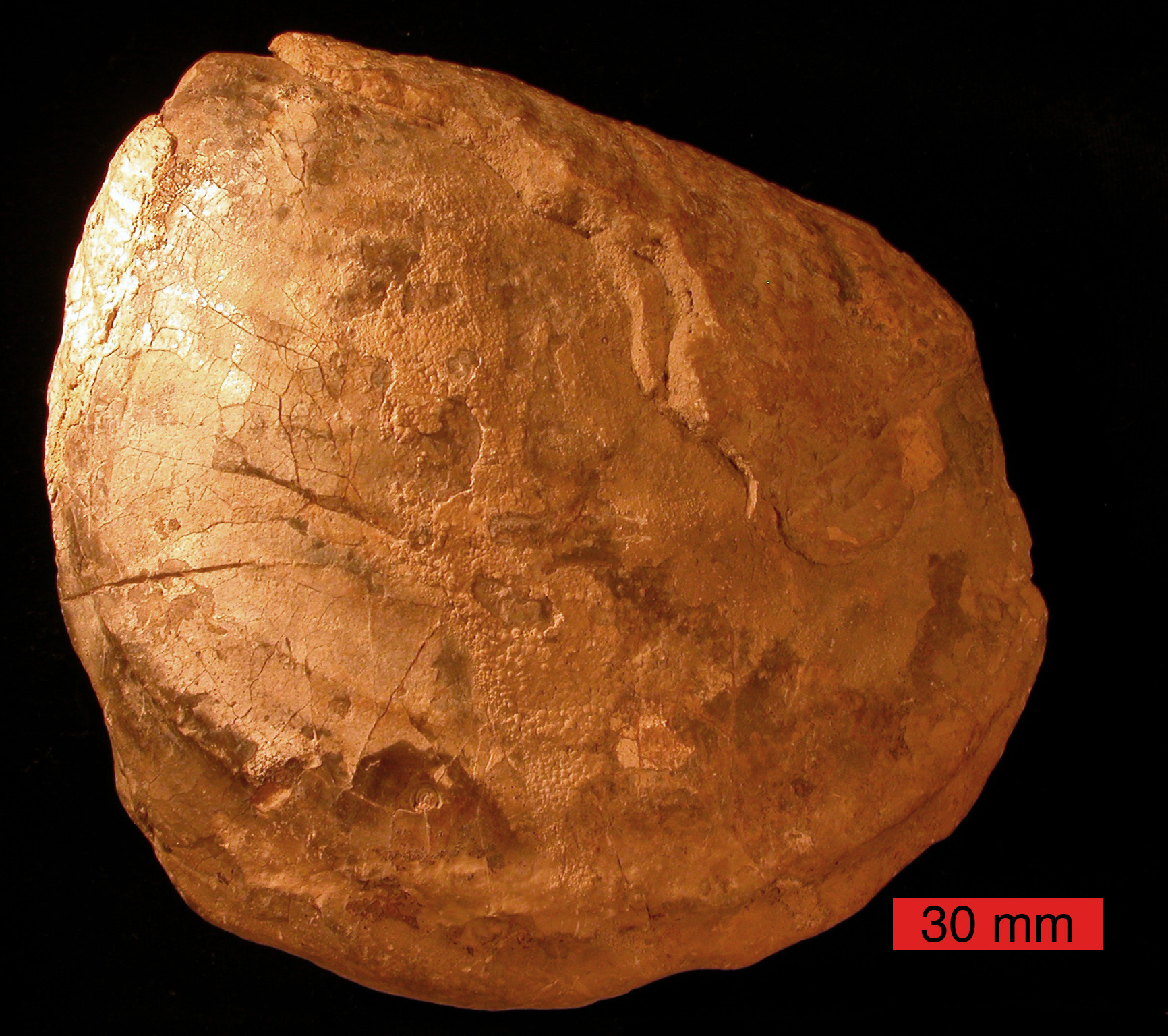
Inoceramus

西部內陸海道（Western Interior Seaway），又名白堊紀海路（Cretaceous Seaway）、奈厄布拉勒海（Niobraran Sea）、北美洲內海（North American Inland Sea）或西部內海（Western Interior Sea），是白堊紀早期到古近纪早期在现今北美大平原位置曾存在的一個大型史前內海，北通北冰洋、南达中美洲海道（现今的墨西哥湾、加勒比海和马尾藻海），將现今的北美洲分成西侧的拉腊米迪亚和东侧的阿巴拉契亚兩個陸塊。

## 起源與地理
西部內陸海道是由於太平洋板塊與北美洲板塊碰撞，形成北美洲西部的洛磯山脈而成。在白堊紀時期，全球各地的海平面變動很大，北方的北極海與南方的墨西哥灣不斷地往北美洲延伸、後退。
在中白堊紀，西部內陸海道開始出現，北極海從北側延伸入北美洲西部，形成莫瑞海（Mowry Sea），是以一個富含油頁岩的地層為名。在同一時期，南方的墨西哥灣則是特提斯海的一部分。墨西哥灣與莫瑞海在白堊紀晚期互相連接，形成完整的西部內陸海道。
西部內陸海道面積最大時，西至洛磯山脈，東至阿帕拉契山脈，寬約1,000公里，深度最深為800或900公尺。北美洲的東西兩部各有大型分水嶺，河流的注入使這片海域的水較淡，並將侵蝕作用帶來的泥沙，在沿岸形成三角洲地形。海道東岸有少許沉積層，西岸則有厚的碎屑楔狀體，是從塞維爾造山帶侵蝕堆積而成。西側海岸的地形受到海平面變動與沉積物的影響，有較多變化。
從分布廣泛的碳酸鹽顯示，這個海道是個溫暖且熱帶性的海域，曾有豐富的鈣藻。賓州州立大學的Rudy Slingerland曾以電腦模擬西部內陸海道的洋流系統，推算出懷俄明州與科羅拉多州的東岸有較冷的氣候。
在白堊紀末期，拉拉米造山運動持續地將陸地抬高，形成砂岩層與頁岩層，這些厚的地層名為拉拉米組，而海道則逐漸縮小。西部內陸海道在達科他地區分開，並往南退卻至墨西哥灣。後退、縮小的西部內陸海道有時被稱為皮埃爾海道（Pierre Seaway）。
在古新世早期，西部內陸海道持續縮小，形成密西西比灣，其最北緣到今日的田納西州孟菲斯。

## 生物群

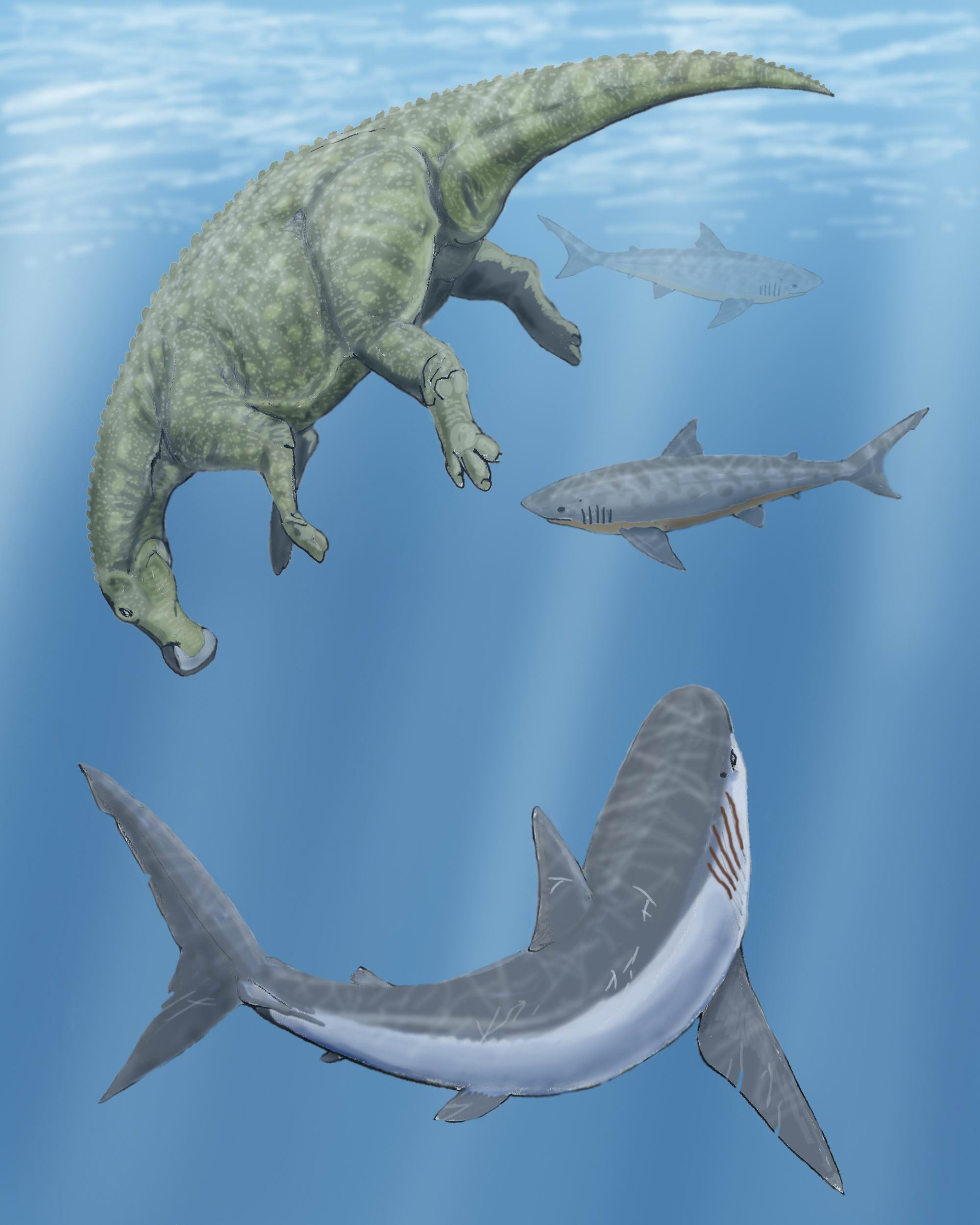
在西部內陸海道中，一隻白堊刺甲鯊與兩隻角鱗鯊屬環繞者一個破碎龍的屍體。

西部內陸海道是個淺海，含有豐富的海洋生物。掠食性的海生爬行動物是這片白堊紀海域中的最大型動物，計有：身長可達12-15公尺的滄龍類、中生代最後的魚龍類、長脖子的蛇頸龍類。其他的海洋動物則有：鯊魚（例如角鱗鯊屬、白堊刺甲鯊屬，以及體長可達 10（33英尺）、以貝類為食的蒙氏翼柱頭鯊）、進階型硬骨魚類（例如厚根齿鱼、矛齒魚與班納博格米努斯魚）、以及身長達5公尺，大於任何現存海生硬骨魚類的劍射魚。海中的非脊椎動物則包含：菊石類與類似魷魚的箭石類等軟體動物，以及顆石藻、有孔蟲類、放射蟲類等浮游生物。
西部內陸海道也發現了許多早期鳥類化石，包含：腿部粗壯，前肢短小，無法飛行，但適合於水中游泳的黃昏鳥、以及外表類似燕鷗，喙中有牙齒的魚鳥。
海底則有巨型蛤蜊－疊瓦蛤，牠們在皮埃爾頁岩留下豐富的貝殼化石。這些雙殼類的厚貝殼，在海底留下方解石構造物，與海平面垂直。古生物學家認為這些巨大的貝殼，是生存於黑暗海底環境的適應演化，體型大，鰓也相對較大，使貝殼在缺乏氧氣的海底仍能生存。
在化石記錄中，至少發現過一隻滄龍類與蛇頸龍類相遇，一副過時的繪畫中重建了這個狀況。Archive.today的存檔，存档日期2012-06-29 在該繪畫中，該隻蛇頸龍類的頭部高舉過水平面，但目前認為蛇頸龍類的頸部無法做出這種動作。Archive.today的存檔，存档日期2012-12-08 另外，蛇頸龍類早在森諾曼階就已在西部內陸海道滅絕，所以這片海域不會發生滄龍類與蛇頸龍類相遇的狀況。

## 外部連結
- 堪薩斯之海 介紹堪薩斯州的白堊紀時期動物與地質 （页面存档备份，存于）
- 南達科他州的海生爬行動物
- 古地圖
- 美國西南部的白堊紀動物 （页面存档备份，存于）